# Nosferatu (disc jockey)
Nosferatu, pseudonimo di Erwin van Kan (L'Aia, 16 settembre 1973), è un disc jockey olandese.

## Biografia
Nasce nel 1994 come collettivo di dj assieme a Patrick Van Kerkhoven (in arte Ruffneck, all'epoca padrone dell'omonima etichetta discografica) e Fred Henderson (che successivamente lasciò il progetto trasformandolo in duo). Dopo aver pubblicato lavori con gli pseudonimi Myztic (o Mystic) e Endorphin, dagli inizi degli anni 2000 Van Kan è il solo ad utilizzare l'attuale nome dando il via alla definitiva consacrazione e dando vita al genere darkcore.
Dal 1994 ha pubblicato lavori quasi esclusivamente sotto le etichette di Ruffneck fino al 2014, anno in cui è passato alla Neophyte Records, per poi fondare l'etichetta Border Town nel 2022.
Inoltre, ha prodotto rawstyle con lo pseudonimo High Voltage.

## Pseudonimi
- DJ Mystic
- Endorphin
- Myztic
- Nosferatu
- High Voltage (rawstyle)

## Discografia

### Album
- 1994 - No god to us!
- 1997 - Inspiration vibes e.p.
- 1998 - Enter the darkness e.p.
- 2001 - Enemy of the state (ALBUM) VINYL
- 2001 - Fuck the prejudice
- 2001 - Origin of core Part 6
- 2001 - Hardcore for Life - Vol. 4
- 2002 - D-Boy vs Enzyme - Part 1
- 2002 - DJ Nosferatu vs Endymion
- 2002 - Datafile Area-51
- 2002 - K7
- 2003 - K7-1 VIP
- 2003 - A gathering of styles
- 2004 - Deadly force is authorized
- 2005 - A gathering of styles part 2
- 2006 - Never met equals
- 2006 - Enemy of the State
- 2006 - 5 Years Of Enzyme Records
- 2007 - Enemy of the State II - A Mind Less Ordinary
- 2008 - From Cradle To Grave
- 2013 - Strenght
- 2018 - Approach to Midnight
- 2022 -  Demonic Playground